# Ignasi Miquel
Ignasi Miquel i Pons, noto semplicemente come Ignasi Miquel (Corbera de Llobregat, 28 settembre 1992), è un calciatore spagnolo, difensore del Leganés.

## Carriera

### Club
Ha esordito con la maglia dell'Arsenal nella stagione 2010-2011 giocando 2 partite in FA Cup.
Il suo debutto in Premier League invece è avvenuto il 20 agosto 2011, nella 2ª giornata di campionato contro il Liverpool. Il 6 dicembre 2011 fa il suo debutto in Champions League nella partita della fase a gironi contro l'Olympiakos. Nella 21ª giornata gioca la sua prima partita da titolare in Premier League.
Il 9 agosto 2013, tramite il proprio sito ufficiale, l'Arsenal comunica di aver ceduto in prestito al Leicester City il difensore spagnolo. Il 27 agosto 2013 esordisce nella vittoria per 5-2 in casa del Carlisle United, nel secondo turno di Coppa di Lega inglese. Segna la sua prima rete con le Foxes sempre in Coppa di Lega nel quarto di finale vinto per 4-3 contro il Fulham. Il 1º settembre 2014 passa a titolo definitivo al Norwich City, squadra di Championship, con cui debutta nel terzo turno di Coppa di Lega perso 1-0 contro lo Shrewsbury Town (club di quarta divisione). L'altra sua unica presenza col Norwich la colleziona nella sconfitta per 2-0 contro il Preston North End, match valido per il terzo turno di Coppa d'Inghilterra.
Il 30 luglio 2015 si trasferisce per la prima volta in patria, al Ponferradina, club di seconda serie spagnola. Debutta alla prima giornata nella vittoria per 2-0 contro l'Elche. A fine stagione retrocede in terza divisione ma il 1º luglio 2016 Miquel rimane in Segunda accasandosi col Lugo, con cui debutta nella partita d'esordio conclusa 2-2 contro il Gimnàstic. Due settimane dopo segna la prima marcatura con la nuova squadra nel match terminato 3-3 col Cordova. Si ripete il 10 febbraio 2017 nel pareggio 1-1 contro il Siviglia B. A fine stagione rinnova il contratto col Lugo fino al 2020.
Nel 7 dicembre 2017 viene ufficializzato il suo passaggio al Malaga, club della Liga, con cui firma un contratto triennale. Il 22 dicembre gioca la prima partita con la squadra andalusa nel corso del match perso 1-0 contro l'Alavés. Alla fine del campionato il Malaga retrocede.
Il 4 agosto 2018 si accorda col Getafe per i quattro anni successivi. Il 13 agosto 2019 viene ceduto in prestito al Girona.
Il 26 luglio 2022 viene ceduto a titolo gratuito al Granada.

### Nazionale
Ha giocato nelle nazionali giovanili spagnole Under-16, Under-19 ed Under-21.

## Palmarès

### Club

#### Competizioni nazionali
- Segunda División: 2

Granada: 2022-2023
Levante: 2024-2025

### Nazionale
- Campionato d'Europa Under-19: 1

2011